# Millennium-serien
Millennium-serien er tre kriminalromaner af den nu afdøde Stieg Larsson (1954-2004). Larsson havde planlagt i alt ti bøger i serien, men døde inden han nåede at færdiggøre fjerde. Han indsendte manuskriptet til bøgerne inden han døde, men de blev først udgivet efter hans død.
De to hovedpersoner i serien er Mikael Blomkvist en journalist og redaktør på det fiktive blad Millenium og Lisbeth Salander, en kvinde i tyverne med fotografisk hukommelse,
De tre bøger i serien er:
- Mænd der hader kvinder (Män som hatar kvinnor) (2005)
- Pigen der legede med ilden (Flickan som lekte med elden) (2006)
- Luftkastellet der blev sprængt (Luftslottet som sprängdes) (2007)

Serien har solgt over 60 millioner eksemplarer og er dermed de bedst sælgende svenske bøger nogensinde. Serien var ligeledes den bedst sælgende i Europa i 2010.

## Filmatiseringer
Serien er blevet filmatiseret i 2008 af SVT og havde premiere 27. februar, 18. september og 27. november 2009. Rollen som Mikael Blomkvist blev spillet af Michael Nyqvist og Lisbeth Salander spilles af Noomi Rapace.
D. 21. december havde den amerikanske nyindspilning af Mænd der hader kvinder premiere i Sverige under navnet The Girl With the Dragon Tattoo. Hovedrollerne spilles af Daniel Craig og Rooney Mara.
- Mænd der Hader Kvinder (2009)
- Pigen der legede med ilden (2009)
- Luftkastellet der blev sprængt (2009)
- The Girl with the Dragon Tattoo (2011)

Serien er også blevet lavet til tv-serie, hvor hver af de tre film blev delt i 2 afsnit af 90 minutter. Den havde premiere på svensk tv i 2010 under navnet Millennium.